# 新波士頓 (新罕布什爾州)
新波士頓（英語：New Boston）是一個位於美國新罕布什爾州希爾斯波羅縣的鎮。

## 人口
根據2020年美國人口普查的數據，新波士頓的面積為111.90平方千米，當中陸地面積為110.90平方千米，而水域面積為1.00平方千米。當地共有人口6108人，而人口密度為每平方千米55人。